# Galguduud
Galguduud er en officiel territorial enhed i det centrale Somalia, hvor hovedbyen er Dhuusamareeb. Galguduud grænser op til Etiopien og de somaliske territoriale enheder Mudug, Hiiraan og Shabeellaha Dhexe samt Det Indiske Ocean.
5°20′13″N 46°37′13″Ø / 5.33694°N 46.62028°Ø